# Pactactes
Genre
Pactactes est un genre d'araignées aranéomorphes de la famille des Thomisidae.

## Distribution
Les espèces de ce genre se rencontrent en Afrique subsaharienne.

## Liste des espèces
Selon World Spider Catalog (version 18.0, 16/02/2017) :
- Pactactes compactus Lawrence, 1947
- Pactactes obesus Simon, 1895
- Pactactes trimaculatus Simon, 1895

## Publication originale
- Simon, 1895 : Histoire naturelle des araignées. Paris, vol. 1, p. 761-1084 (texte intégral).